# إسماعيل خير الله
إسماعيل خير الله هو سياسي عراقي ولد في بغداد سنة 1929 أو 1935.
تخرج من كلية الحقوق سنة 1951. نشط في معارضة النظام الملكي واعتقل أكثر من مرة، كما طورد بعد ثورة 14 تموز 1958.
شغل منصب وزير الدولة لشؤون رئاسة الجمهورية ثم وزير الخارجية بالوكالة خلفا لعدنان الباجه جي للفترة من 10 تموز 1967 إلى 17 تموز 1968 حيث غادر منصبه عندما وصل البعثيون للحكم بالانقلاب الذي أطاح بعبد الرحمن عارف.